# 한국프로농구 포스트시즌 2005
2004-2005 애니콜 프로농구의 포스트시즌은 2005년 3월 18일에 시작해서 2005년 4월 17일에 종료되었다.

## 챔피언 결정전
2004-2005 애니콜 프로농구 챔피언 결정전은 2005년 4월 6일부터 2005년 4월 17일까지 진행되었다.

### 1차전
| 2005년 4월 6일 원주치악체육관 | 원주 TG삼보 엑써스 | 87 | 18 (1Q) 18 24 (2Q) 19 22 (3Q) 18 23 (4Q) 16 | 71 | 전주 KCC 이지스 |

### 2차전
| 2005년 4월 8일 원주치악체육관 | 원주 TG삼보 엑써스 | 80 | 17 (1Q) 23 22 (2Q) 20 20 (3Q) 9 21 (4Q) 19 | 71 | 전주 KCC 이지스 |

### 3차전
| 2005년 4월 10일 전주실내체육관 | 전주 KCC 이지스 | 89 | 19 (1Q) 23 14 (2Q) 35 28 (3Q) 17 28 (4Q) 10 | 85 | 원주 TG삼보 엑써스 |

### 4차전
| 2005년 4월 12일 전주실내체육관 | 전주 KCC 이지스 | 84 | 17 (1Q) 20 23 (2Q) 15 24 (3Q) 13 20 (4Q) 17 | 65 | 원주 TG삼보 엑써스 |

### 5차전
| 2005년 4월 14일 전주실내체육관 | 전주 KCC 이지스 | 69 | 14 (1Q) 21 10 (2Q) 18 16 (3Q) 18 13 (4Q) 23 | 80 | 원주 TG삼보 엑써스 |

### 6차전
| 2005년 4월 17일 원주치악체육관 | 원주 TG삼보 엑써스 | 84 | 20 (1Q) 13 27 (2Q) 21 23 (3Q) 14 14 (4Q) 28 | 76 | 전주 KCC 이지스 |

| 2004-2005 프로농구 우승       |
| ----------------------------- |
| 원주 TG삼보 엑써스 2번째 우승 |